# الزهر (بعدان)

تعديل مصدري - تعديل

الزهر محلة تابعة لقرية بيت الجديد، التابعة لعزلة سير بمديرية بعدان إحدى مديريات محافظة إب في الجمهورية اليمنية، بلغ تعداد سكانها 26 حسب تعداد اليمن لعام 2004.